# Idiotos
Idiotos waren in het Athene van de 5e eeuw v.Chr.,
vrije mannen die hun baan tijdelijk opzegden om te kunnen debatteren over een plan waar de Raad van 500 nog niet uit was. Als ze wilden spreken kregen ze daarvoor een half dagloon. Ze mochten dan zomaar het woord nemen en meepraten over zaken die hun aangingen. Er stonden wel meer dan 3200 idiotos op de agora, het Griekse plein waar het openbare leven zich afspeelde.
Als alle idiotos uitgepraat waren, bepaalde de Raad van 500 wat de mogelijke keuzes zouden zijn bij de stemming. Er moesten minimaal 3200 mensen hun stem uitbrengen, want anders was de uitslag niet geldig.
Mensen die niet mochten stemmen en toch gingen debatteren werden voor gek verklaard, want je ging volgens de Atheners uit die tijd niet je werk opzeggen als er nog werk voorhanden was.